# Marvin Wentworth
Marvin Palmer Morris „Cy, Cyclone“ Wentworth (* 24. Januar 1905 in Grimsby, Ontario; † 10. Oktober 1982 in Toronto, Ontario) war ein kanadischer Eishockeyspieler, der im Verlauf seiner aktiven Karriere zwischen 1926 und 1940 unter anderem 610 Spiele für die Chicago Black Hawks, Montreal Maroons und Canadiens de Montréal in der National Hockey League auf der Position des Verteidigers bestritten hat. Wentworth, der einmal ins NHL Second All-Star Team berufen wurde, feierte seinen größten Karriereerfolg mit den Montreal Maroons, die er im Jahr 1935 zum Gewinn des Stanley Cups führte.

## Karriere
Wentworth verbrachte seine Juniorenzeit in seiner Heimatprovinz Ontario, wo er sich zwischen 1922 und 1925 im Juniorensystem der Ontario Hockey Association spielte. Unter anderem lief der Verteidiger für die Grimsby Lions, Hamilton Junior Tigers und Brantford Lions, ehe als 20-Jähriger zu den Windsor Hornets wechselte.
Nach 20 Einsätzen im Seniorenbereich bei den Hornets in der Saison 1925/26 wurde Wentworth zur Spielzeit 1926/27 von den Chicago Cardinals aus der American Hockey Association unter Vertrag genommen, die bereits im Dezember 1926 eine Ablöse an Windsor zahlten, um den Spieler zu verpflichten. In Chicago beeindruckte der Abwehrspieler so, dass er zur folgenden Saison von den Chicago Black Hawks aus der National Hockey League angestellt wurde. Bei den Black Hawks entwickelte sich der Kanadier zu einem soliden Spieler in der Defensive, der obgleich seiner im Verhältnis geringen Körpergröße und Gewichts, einen guten Bodycheck vorweisen konnte. Er verblieb insgesamt fünf Spielzeiten in der „Windy City“, lief zumeist in der Defensive mit Taffy Abel auf und fungierte in der Saison 1931/32 als vierter Mannschaftskapitän der Franchise-Geschichte. Zu dieser Zeit begann der Abwehrspieler auch sein Offensivspiel zu entdecken und sammelte mit 13 Scorerpunkten mehr als je zuvor.
Vor Beginn des Spieljahr 1932/33 endete Wentworths Zeit in Chicago jedoch abrupt, als er Ende Oktober 1932 für 10.000 US-Dollar an den Ligakonkurrenten Montreal Maroons verkauft wurde. Bei den Maroons setzte Wentworth die positive Entwicklung seines Spiels fort und konnte seine Punktausbeute in seiner Debütsaison noch einmal um einen Punkt steigern. Im Laufe der Jahre entwickelte sich der Verteidiger zum Führungsspieler in der Defensive, der letztlich maßgeblichen Anteil daran hatte, dass Montreal am Ende der Stanley-Cup-Playoffs 1935 erstmals seit neun Jahren den Stanley Cup gewann. Wentworth und sein Teamkollege Baldy Northcott schlossen die Playoffs dabei als Topscorer ab. Zusätzlich wurde Wentworth ins NHL Second All-Star Team berufen.
Mit der Einstellung des Spielbetriebs bei den Maroons aufgrund finanzieller Probleme vor dem Beginn der Saison 1938/39 wurde der Defensivakteur – wie zahlreiche weitere Spieler – an den Stadtrivalen Canadiens de Montréal verkauft. Dort ließ Wentworth in den folgenden beiden Spielzeiten seine Karriere ausklingen, ehe er sich im Sommer 1940 im Alter von 35 Jahren aus dem aktiven Sport zurückzog. Im Verlauf seiner Karriere kam Wentworth zu insgesamt 610 NHL-Einsätzen, in denen er 118-mal punktete. Neben einem Stanley-Cup-Sieg und der Wahl ins Second All-Star Team der Liga nahm er auch an den beiden Vorgängerspielen des NHL All-Star Games – dem Howie Morenz Memorial Game im Jahr 1937 und dem Babe Siebert Memorial Game zwei Jahre später – teil.
In der Folge ließ sich Marvin Wentworth in Toronto in seiner Heimatprovinz nieder und verfolgte dort zahlreiche Geschäftsideen. Er verstarb dort im Oktober 1982 im Alter von 77 Jahren.

## Erfolge und Auszeichnungen
- 1935 Stanley-Cup-Gewinn mit den Montreal Maroons
- 1935 NHL Second All-Star Team
- 1937 Teilnahme am Howie Morenz Memorial Game
- 1939 Teilnahme am Babe Siebert Memorial Game

## Karrierestatistik
(Legende zur Spielerstatistik: Sp oder GP = absolvierte Spiele; T oder G = erzielte Tore; V oder A = erzielte Assists; Pkt oder Pts = erzielte Scorerpunkte; SM oder PIM = erhaltene Strafminuten; +/− = Plus/Minus-Bilanz; PP = erzielte Überzahltore; SH = erzielte Unterzahltore; GW = erzielte Siegtore; 1 Play-downs/Relegation; Kursiv: Statistik nicht vollständig)